# Calcio Padova 1988-1989
Questa pagina raccoglie i dati riguardanti il Calcio Padova nelle competizioni ufficiali della stagione 1988-1989.

## Stagione

Simonini (a sinistra) in lotta per la palla con il friulano Storgato nella sfida di campionato del 2 aprile 1989

Il Padova ancora allenato da Adriano Buffoni per la terza consecutiva stagione, nel campionato di Serie B 1988-1989 si è classificato all'undicesimo posto con 35 punti, a pari merito con Ancona, Barletta e Catanzaro. Ha raccolto 19 punti nel girone di andata e 16 nel ritorno, sempre lontano dalle zone pericolose di classifica, il finale del torneo è stato avaro di soddisfazioni, nelle ultime dodici giornate il Padova non ha più vinto, ottenendo cinque pareggi e sette sconfitte. Con 14 reti il miglior marcatore stagionale padovano è stato Fulvio Simonini, nove delle quali segnate su calcio di rigore.
In Coppa Italia la squadra biancoscudata è stata eliminata nella prima fase, classificandosi al quinto posto nell'ottavo girone, nel quale si sono qualificate Sampdoria, Lecce e Modena, la squadra patavina vi ha ottenuto due pareggi e tre sconfitte, l'ultima delle quali (1-3) con la Sampdoria, che andrà a rivincere in giugno il trofeo.

## Rosa
| N. |                   | Ruolo | Calciatore           |
| -- | ----------------- | ----- | -------------------- |
|    | Italia (bandiera) | P     | Mirko Benevelli      |
|    | Italia (bandiera) | P     | Ennio Dal Bianco     |
|    | Italia (bandiera) | D     | Emilio Da Re         |
|    | Italia (bandiera) | D     | Alberto Cavasin      |
|    | Italia (bandiera) | D     | Claudio Ottoni       |
|    | Italia (bandiera) | D     | Cornelio Donati      |
|    | Italia (bandiera) | D     | Riccardo Pasqualetto |
|    | Italia (bandiera) | D     | Marco Penzo          |
|    | Italia (bandiera) | D     | Claudio Pierluigi    |
|    | Italia (bandiera) | C     | Giancarlo Camolese   |

| N. |                   | Ruolo | Calciatore         |
| -- | ----------------- | ----- | ------------------ |
|    | Italia (bandiera) | C     | Ferdinando Ruffini |
|    | Italia (bandiera) | C     | Damiano Longhi     |
|    | Italia (bandiera) | C     | Giuseppe Angelini  |
|    | Italia (bandiera) | C     | Luciano Sola       |
|    | Italia (bandiera) | C     | Alessandro Bellemo |
|    | Italia (bandiera) | C     | Paolo Mingatti     |
|    | Italia (bandiera) | A     | Fulvio Simonini    |
|    | Italia (bandiera) | A     | Claudio Fermanelli |
|    | Italia (bandiera) | A     | Massimo Ciocci     |
|    | Italia (bandiera) | A     | Angelo Montrone    |

## Risultati

### Campionato

#### Girone di andata
| Arbitro: | Piana (Modena) |

|                        |           |  |
| Da Re 12’ Simonini 36’ | Marcatori |  |

| Catanzaro 18 settembre 1988 2ª giornata | Catanzaro         | 0 – 0 | Padova | Stadio Militare\| Arbitro: \| Cafaro (Grosseto) \| |
| Arbitro:                                | Cafaro (Grosseto) |       |        |                                                    |

| Arbitro: | Ceccarini (Livorno) |

|             |           |                     |
| Minotti 23’ | Marcatori | 25’ (rig.) Simonini |

| Arbitro: | Frigerio (Milano) |

|           |           |                        |
| Da Re 10’ | Marcatori | 51’ Briaschi 86’ Nappi |

| Arbitro: | Trentalange (Torino) |

|                             |           |                     |
| Accardi 11’, 80’ Laneri 70’ | Marcatori | 77’ (rig.) Simonini |

| Arbitro: | Dal Forno (Ivrea) |

|                     |           |  |
| Simonini 77’ (rig.) | Marcatori |  |

| Arbitro: | Calbretta (Catanzaro) |

|             |           |  |
| M. Neri 88’ | Marcatori |  |

| Arbitro: | Cafaro (Grosseto) |

|                     |           |  |
| Simonini 74’ (rig.) | Marcatori |  |

| Arbitro: | Di Cola (Avezzano) |

|            |           |  |
| Branca 62’ | Marcatori |  |

| Monza 13 novembre 1988 10ª giornata | Monza           | 0 – 0 | Padova | Stadio Brianteo\| Arbitro: \| Boggi (Salerno) \| |
| Arbitro:                            | Boggi (Salerno) |       |        |                                                  |

| Arbitro: | Fabricatore (Roma) |

|                                |           |             |
| Ciocci 22’ Simonini 72’ (rig.) | Marcatori | 58’ Marulla |

| Taranto 27 novembre 1988 12ª giornata | Taranto         | 0 – 0 | Padova | Stadio Erasmo Iacovone\| Arbitro: \| Pucci (Firenze) \| |
| Arbitro:                              | Pucci (Firenze) |       |        |                                                         |

| Arbitro: | Quartuccio (Torre Annunziata) |

|                         |           |  |
| Ciocci 56’ Simonini 60’ | Marcatori |  |

| Arbitro: | Bailo (Novi Ligure) |

|            |           |            |
| Benini 11’ | Marcatori | 34’ Ciocci |

| Arbitro: | Trentalange (Torino) |

|  |           |              |
|  | Marcatori | 86’ Venturin |

| Arbitro: | Pucci (Firenze) |

|                                         |           |                   |
| Iorio 19’, 64’ (rig.) Roccatagliata 78’ | Marcatori | 70’ (aut.) Bozzia |

| Arbitro: | Monni (Sassari) |

|                     |           |  |
| Simonini 45’ (rig.) | Marcatori |  |

| Bari 15 gennaio 1989 18ª giornata | Bari                   | 0 – 0 | Padova | Stadio della Vittoria\| Arbitro: \| Calabretta (Catanzaro) \| |
| Arbitro:                          | Calabretta (Catanzaro) |       |        |                                                               |

| Arbitro: | Bailo (Novi Ligure) |

|            |           |             |
| Ciocci 75’ | Marcatori | 39’ Attrice |

#### Girone di ritorno
| Arbitro: | Boggi (Salerno) |

|            |           |              |
| Valoti 30’ | Marcatori | 68’ Angelini |

| Arbitro: | Cafaro (Grosseto) |

|           |           |  |
| Longhi 8’ | Marcatori |  |

| Arbitro: | Dal Forno (Ivrea) |

|                |           |  |
| Fermanelli 33’ | Marcatori |  |

| Genova 26 febbraio 1989 23ª giornata | Genoa           | 0 – 0 | Padova | Stadio Luigi Ferraris\| Arbitro: \| Nicchi (Arezzo) \| |
| Arbitro:                             | Nicchi (Arezzo) |       |        |                                                        |

| Arbitro: | Pucci (Firenze) |

|                |           |  |
| Fermanelli 15’ | Marcatori |  |

| Empoli 12 marzo 1989 25ª giornata | Empoli           | 0 – 0 | Padova | Stadio Carlo Castellani\| Arbitro: \| Cornieti (Forlì) \| |
| Arbitro:                          | Cornieti (Forlì) |       |        |                                                           |

| Arbitro: | Iori (Parma) |

|                                     |           |             |
| Ciocci 40’ Simonini 80’ (rig.), 86’ | Marcatori | 44’ Lentini |

| Arbitro: | Quartuccio (Torre Annunziata) |

|                                      |           |  |
| S. Schillaci 8’ (rig.) Pierleoni 16’ | Marcatori |  |

| Padova 2 aprile 1989 28ª giornata | Padova            | 0 – 0 | Udinese | Stadio Silvio Appiani\| Arbitro: \| Pairetto (Torino) \| |
| Arbitro:                          | Pairetto (Torino) |       |         |                                                          |

| Arbitro: | Nicchi (Arezzo) |

|                                           |           |                             |
| Simonini 77’ (rig.) Fermanelli 89’ (rig.) | Marcatori | 61’ Ganz 81’ (rig.) Mancuso |

| Arbitro: | Frigerio (Milano) |

|                    |           |  |
| Sormani 56’ (rig.) | Marcatori |  |

| Arbitro: | Fabricatore (Roma) |

|                     |           |           |
| Simonini 80’ (rig.) | Marcatori | 35’ Picci |

| Arbitro: | Felicani (Bologna) |

|                                         |           |  |
| Bivi 47’ (rig.) Cinello 60’, 69’ (rig.) | Marcatori |  |

| Arbitro: | Pucci (Firenze) |

|               |           |                                               |
| Fermanelli 5’ | Marcatori | 43’ Soncin 53’ Vincenzi 73’ Panero 88’ Giusto |

| Arbitro: | Piana (Modena) |

|               |           |  |
| Urban 4’, 23’ | Marcatori |  |

| Padova 28 maggio 1989 35ª giornata | Padova          | 0 – 0 | Piacenza | Stadio Silvio Appiani\| Arbitro: \| Monni (Sassari) \| |
| Arbitro:                           | Monni (Sassari) |       |          |                                                        |

| Arbitro: | Quartuccio (Torre Annunziata) |

|            |           |  |
| Savino 55’ | Marcatori |  |

| Arbitro: | Boggi (Salerno) |

|              |           |                    |
| Simonini 67’ | Marcatori | 20’ (aut.) Bellemo |

| Arbitro: | Felicani (Bologna) |

|          |           |  |
| Raggi 8’ | Marcatori |  |

### Coppa Italia

#### Prima fase 8º girone
| Arbitro: | Fabricatore (Roma) |

|              |           |              |
| Simonini 61’ | Marcatori | 48’ Paciocco |

| Arbitro: | Iori (Parma) |

|                |           |                 |
| Piacentini 83’ | Marcatori | 52’ G. Giannini |

| Arbitro: | Ceccarini (Livorno) |

|                           |           |  |
| Sanguin 37’ Montanari 85’ | Marcatori |  |

| Arbitro: | Pucci (Firenze) |

|                      |           |  |
| Bivi 17’ Cinello 79’ | Marcatori |  |

| Arbitro: | Nicchi (Arezzo) |

|             |           |                              |
| Angelini 2’ | Marcatori | 31’, 69’ Vialli 46’ Pradella |